# Евгений Вучетич
Евгений Викторович Вучетич (Екатеринослав, Руска империя, 15 декември юли – 28 декември 1908 гр. Москва, Съветски съюз, 12 април 1974), е руски и съветски скулптор монументалист. През цялата си творческа кариера е удостоен със званието Герой на социалистическия труд (1967), Народен артист на СССР (1959), Ленинска награда (1970) и пет Сталински награди (1946, 1947, 1948, 1949, 1950). Баща му е сърбин от Черна гора.

## Биография
Той е обявен за народен артист на СССР през 1959 г. и е известен с монументалните си творби, като статуята „Родината-майка зове“, висока 85 метра и смятана за една от най-високите в света, в памет на битката при Сталинград на хълма, наречен Мамаев курган във Волгоград (бивш Сталинград).
Той направи статуята на Войника-освободител на Съветския военен мемориал (Treptower Park) в Берлин с изглед към гробището на Червената армия. Войникът е представен, защитавайки момиче с лявата си ръка, а с дясната държи меч, който символизира победата, този меч лежи върху унищожена нацистка свастика. Това е голяма скулптура, висока дванадесет метра и тежаща 70 тона. По същия начин той е автор на прочутия паметник на Феликс Дзержински, открит през 1958 г., в средата на размразяването на Никита Хрушчов, на площад Лубянка в Москва и разрушен през август 1991 г. от народни действия по време на неуспешния опит за преврат срещу Михаил Горбачов в Съветския съюз, целящ отстраняването му от власт.
През 1957 г. скулпторът става автор на алегоричната статуя „Да изковаме от мечовете рала“, инсталирана в централата на ООН в Ню Йорк (САЩ). Името на статуята, призив за изоставяне на раздора и враждата, към мирен и творчески живот, е взето от Стария завет (Исая 2:4, Йоил 3:10, Михей 4:3), където се предсказва, че хората по света ще спрат да се бият и оръжията ще станат рала и сърпове. Той е отговорен и за много статуи на Владимир Ленин, съветски сановници и патриотични скулптури (включително Родината-майка в Киев).
Участва във Великата отечествена война срещу Третия райх, където достига военно звание полковник. Присъединява се към Комунистическата партия на Съветския съюз по време на Сталинградската битка (1943 г.).
Академик на Академията на изкуствата на СССР (1953; член-кор. 1947). Член на Президиума на Академията на изкуствата на СССР, секретар на катедрата по скулптура (1957 – 1966), член на Президиума (1968 – 1970). Вицепрезидент на Академията на изкуствата на СССР през 1970 – 1974 г. Член на Съюза на художниците на СССР (1938). От 1960 г. – подполковник в оставка.
Умира на 12 април 1974 г. в Москва. Погребан е на гробището Новодевичи (място № 5). На гроба на скулптора има умалено копие на създадения от него паметник „Скърбяща майка“, който е част от ансамбъла от паметници в Мамаевия курган във Волгоград.

## Галерия с произведения
- „Скърбяща майка“ във Волгоград
- Бронзов бюст на военновъздушния маршал Александър Новиков в Кострома
- Съветски мемориал в парк „Трептов“ в Берлин
- Съветска военна мемориална статуя на Родината в Берлин
- Паметник на армейски генерал Николай Ватутин в Киев
- Родината-майка зове
- „Да изковаме от мечовете рала“ в централата на ООН, Ню Йорк
- „Коленичил войник“ в Берлин